# Bria Holmes
Bria Holmes (ur. 19 kwietnia 1994) – amerykańska koszykarka występująca na pozycjach rzucającej oraz niskiej skrzydłowej, obecnie zawodniczka zespołu Žabiny Brno.
22 czerwca 2017 została zawodniczką CCC Polkowice. 5 stycznia 2018 rozwiązała umowę z klubem za porozumieniem stron. Opuści resztę sezonu z powodu ciąży.
19 lutego 2021 dołączyła do Los Angeles Sparks.

## Osiągnięcia
Stan na 19 października 2019, na podstawie, o ile nie zaznaczono inaczej.
NCAA
- Uczestniczka:
  - rozgrywek II rundy turnieju NCAA (2014, 2016)
  - turnieju NCAA (2013, 2014, 2016)
- Mistrzyni sezonu zasadniczego konferencji Big-12 (2014)
- Zaliczona do:
  - I składu:
    - Big 12 (2014–2016)
    - Academic All-Big 12 (2015)

  - II składu Academic All-Big 12 (2014)
  - składu:
    - WBCA All-America Honorable Mention (2015)
    - WBCA All-Region 5 (2015)

WNBA
- Wicemistrzyni WNBA (2019)

Drużynowe
- Wicemistrzyni Izraela (2017)[6]
- Zdobywczyni pucharu Izraela (2017)[6]